# Zagłada Żydów na Krymie

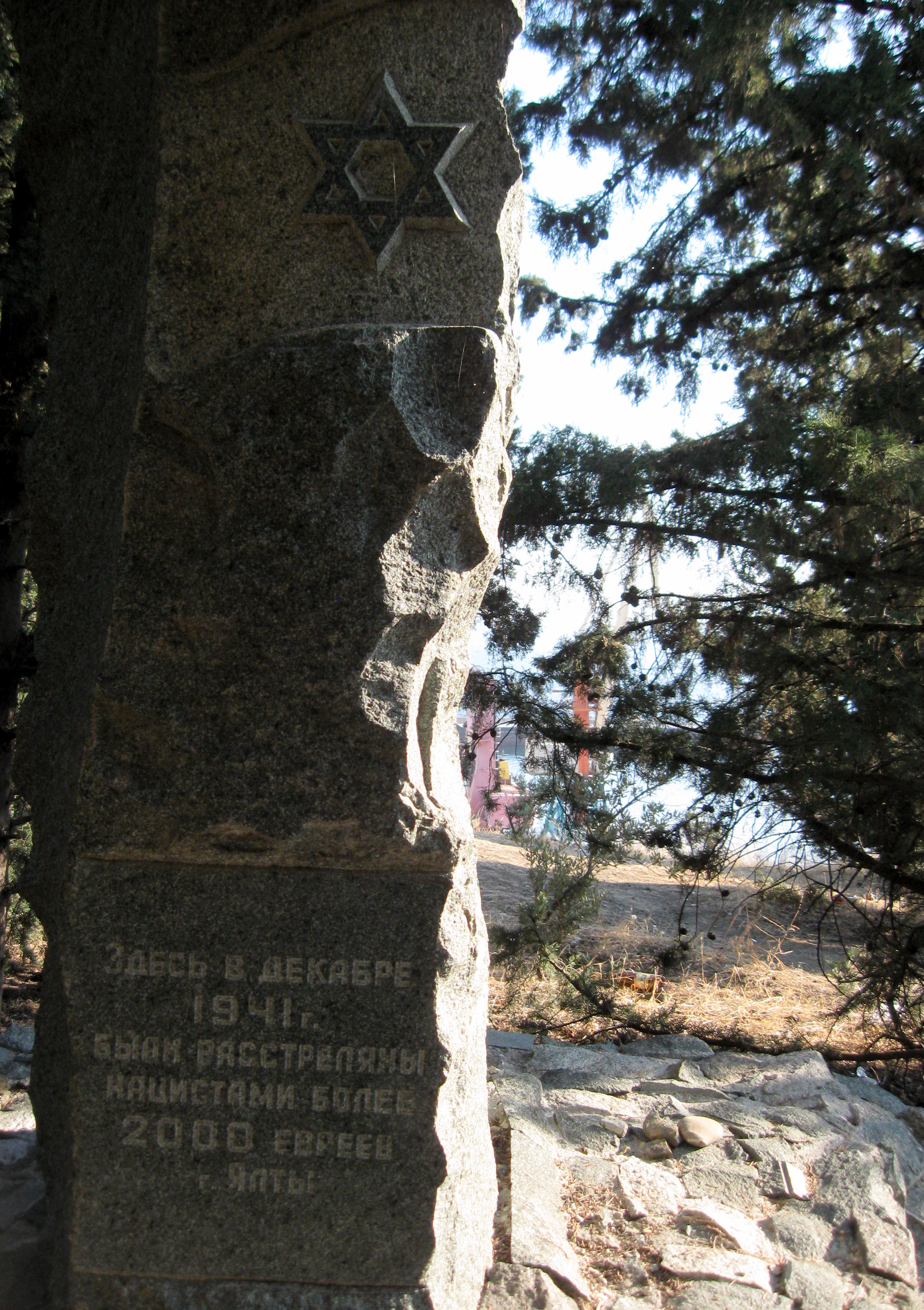
Pomnik ofiar Zagłady w Jałcie

Zagłada Żydów na Krymie, także Holocaust na Krymie – eksterminacja ludności żydowskiej zamieszkującej Półwysep Krymski dokonana przez okupantów niemieckich w czasie II wojny światowej.
Gdy jesienią 1941 roku 11. Armia zajęła większą część Krymu, pod niemiecką okupacją znalazło się około 40 tys. Żydów. Kolejne cztery tysiące wpadły w ręce Niemców po upadku Sewastopola w lipcu 1942 roku. Einsatzgruppe D, która podążała w ślad za oddziałami 11. Armii, niezwłocznie przystąpiła do ich eksterminacji. Na Krymie utworzono zaledwie cztery getta i obozy zbiorcze dla Żydów, z których wszystkie poza jednym zostały zlikwidowane w przeciągu kilku tygodni. W pozostałych miastach oraz na obszarach wiejskich masowe egzekucje odbywały się zasadniczo bez etapów pośrednich. Dokonywano ich rękoma funkcjonariuszy SD i SiPo, przy aktywnym wsparciu ze strony Wehrmachtu, sojuszniczej armii rumuńskiej oraz miejscowych kolaborantów.
Do połowy lipca 1942 roku zostało zamordowanych około 44 tys. krymskich Żydów. Nie więcej niż kilkuset zdołało doczekać nadejścia Armii Czerwonej wiosną 1944 roku. Wśród ofiar Zagłady znalazło się około 5,5–6 tys. Krymczaków, a także niewielka społeczność Żydów górskich. Niemcy oszczędzili natomiast Karaimów, uznając, że „pod względem rasowym” nie zaliczają się oni do narodu żydowskiego.

## Geneza

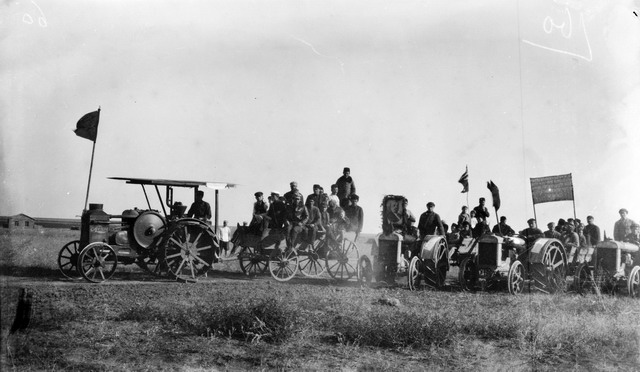
Mieszkańcy żydowskiego rejonu narodowego Freidorf. Rok 1926

Jicchak Arad podaje, że w okresie poprzedzającym niemiecką inwazję na Półwyspie Krymskim zamieszkiwało około 65 tys. Żydów. W szacunkach tych ujmuje zarówno Żydów aszkenazyjskich, jak i Krymczaków, których liczba sięgała 7 tys. Dodatkowo Krym zamieszkiwało około 6,5 tys. Karaimów.
W latach 20. XX wieku Krym, w tym zwłaszcza jego północna część, stał się obszarem żydowskiego osadnictwa. Było ono pochodną polityki władz ZSRR, które wspierały projekty „produktywizacji” Żydów poprzez ich osadzanie na roli. W 1931 roku na Krymie istniały 32 żydowskie sielsowiety oraz dwa żydowskie rejony narodowe – Larindorf i Freidorf (ob. Kriestjanowka i Nowosiołowskoje). Mimo że projekty osadnicze zostały po pewnym czasie zaniechane, przyczyniły się do wzrostu nastrojów antysemickich na Krymie. Żydów oskarżano bowiem o odbieranie autochtonom najlepszych ziem uprawnych, a ponadto wśród Tatarów zrodziły się podejrzenia, że kolonizacja ma na celu pozbawienie Krymu tatarskiego charakteru.

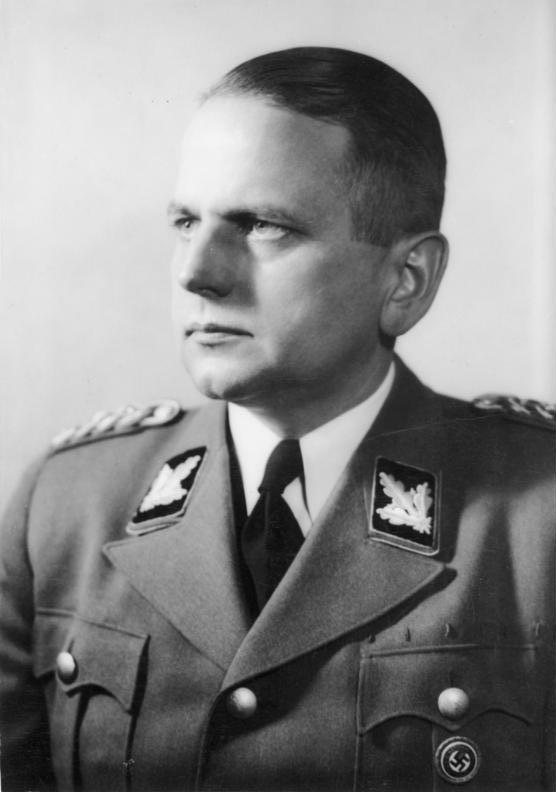
Otto Ohlendorf, dowódca Einsatzgruppe D

W czasie II wojny światowej Krym stał się polem zaciekłych zmagań między Wehrmachtem a Armią Czerwoną. Pierwszą próbę przedarcia się przez Przesmyk Perekopski niemiecka 11. Armia podjęła 24 września 1941 roku. Po kilkudniowych zaciętych walkach Niemcy zdołali przełamać sowiecką obronę, jednakże z powodu braku jednostek szybkich, wyczerpania dywizji piechoty oraz kontrofensywy, którą na północ od Morza Azowskiego rozpoczął sowiecki Front Południowy, nie zdołali wykorzystać tego sukcesu i wedrzeć się w głąb półwyspu. Kolejną próbę podjęli 18 października, szturmując sowieckie pozycje pod Iszunem. Po dziesięciodniowych walkach obrona 51. Armii załamała się, a oddziały gen. Ericha von Mansteina wkroczyły na Krym. 31 października Niemcy zajęli Eupatorię, a następnego dnia w ich ręce wpadł Symferopol. 3 listopada upadła Teodozja, a 16 listopada – Kercz wraz z całym Półwyspem Kerczeńskim. Pod sowiecką kontrolą pozostał jedynie silnie ufortyfikowany Sewastopol.
W ślad za oddziałami 11. Armii na Krym wkroczyła Einsatzgruppe D. Była to specjalna grupa operacyjna SD i policji bezpieczeństwa, której zadaniem była eksterminacja Żydów, komunistów oraz wszystkich innych prawdziwych lub domniemanych przeciwników niemieckiego panowania. Wchodzące w jej skład Sonderkomando 10b znalazło się na Krymie już w pierwszych dniach listopada; jego obszarem operacyjnym było wschodnie wybrzeże półwyspu (okolice Teodozji i Kerczu). W tym samym miesiącu w Jałcie ulokowało się Sonderkommando 11a. Z kolei Sonderkommando 11b wkroczyło na Krym w połowie listopada, by w połowie grudnia zająć kwatery w Symferopolu. W tym samym mieście ulokował się dowódca Einsatzgruppe D SS-Standartenführer Otto Ohlendorf wraz ze swym sztabem.
W wielu regionach ZSRR, które podobnie jak Krym były znacznie oddalone od ówczesnej granicy niemiecko-sowieckiej, znaczna liczba Żydów zdołała się ewakuować. W przypadku półwyspu okazało się to jednak o wiele trudniejsze. Przyczyną było szybkie przecięcie przez Wehrmacht lądowych szlaków ewakuacji, zbyt mała liczba statków, a także fakt, że w czasie ewakuacji drogą morską pierwszeństwo przyznano wojskowym. Prawdopodobnie Krym zdołało opuścić nie więcej niż 15–20 tys. Żydów. Pod niemiecką okupacją znalazło się ich około 45 tys. W liczbie tej Jicchak Arad uwzględnia Krymczaków, a także około 5 tys. uchodźców z Besarabii i terenów południowej Ukrainy.
Na okupowanym Krymie utworzono zaledwie cztery getta i obozy zbiorcze dla Żydów. Znajdowały się one w Ałuszcie, Dżankoju, Jałcie i Wojkowstadt. W pozostałych miejscowościach funkcjonariusze SD i Sicherheitspolizei przeprowadzali akcje eksterminacyjne bez etapu pośredniego w postaci gettoizacji. Co najwyżej w niektórych miejscowościach – przede wszystkim w Teodozji i Eupatorii – zgromadzono Żydów w prowizorycznych punktach zbornych, zamierzając w ten sposób usprawnić proces eksterminacji. Funkcjonowały one jednak nie dłużej niż kilka dni.

## Niemiecka polityka wobec Krymczaków i Karaimów
Po zajęciu Krymu niemieckie władze okupacyjne stanęły przed dylematem, czy Krymczacy i Karaimi powinni zostać „pod względem rasowym” uznani za Żydów.
Przypadek tych ostatnich był rozpatrywany w III Rzeszy jeszcze przed wybuchem II wojny światowej, aczkolwiek bez jednoznacznych konkluzji. Kolejny raz zajęto się nim latem 1941 roku, po zajęciu przez Wehrmacht terenów Litwy. W raporcie z 1 września tegoż roku generalny komisarz Litwy Theodor Adrian von Renteln stwierdził – bazując na ustaleniach specjalnego zespołu niemieckich ekspertów – że Karaimi są ludem pochodzenia tatarsko-tureckiego, stąd „pod względem rasowym” nie powinni być uznawani za Żydów. Do tych samych konkluzji naziści doszli ponownie w 1942 roku, po zapoznaniu się z dokumentami dostarczonymi przez żydowskich historyków z Warszawy, Wilna i Lwowa. W przypadku Krymu wzięli także pod uwagę fakt, że Karaimi byli uznawani przez Tatarów krymskich za pobratymców. W konsekwencji Karaimi uniknęli losu, który spotkał tamtejszą społeczność żydowską.
Inaczej potoczyły się losy Krymczaków. Hitlerowscy „eksperci do spraw rasy” uznali bowiem, że są oni potomkami włoskich Żydów, którzy w XVII wieku wyemigrowali na Krym i przejęli tam język oraz obyczaje Tatarów. W rezultacie poddano ich eksterminacji na równi z Żydami aszkenazyjskimi.

## Akcje eksterminacyjne w ośrodkach miejskich

### Symferopol
Niedługo po zajęciu Symferopola władze niemieckie powołały Judenrat. Obarczono go zadaniem dostarczenia kontrybucji pieniężnych i robotników przymusowych. Nie doszło natomiast do utworzenia getta. Niemcy zarządzili spis ludności, który wykazał, że w mieście przebywa około 14 tys. Żydów. Wśród nich było 1,5 tys. Krymczaków, uchodźcy z południowej Ukrainy, a także pewna liczba Żydów, którzy na krótko przed rozpoczęciem okupacji przybyli do Symferopola z żydowskich rejonów narodowych Larindorf i Freidorf lub z okolic Eupatorii.
6 grudnia 1941 roku opublikowano zarządzenie, które nakazywało, by 10 grudnia wszyscy Żydzi stawili się na terenie Krymskiego Instytutu Medycyny. Zapowiedziano, że zostaną osadzeni w getcie i polecono, by zabrali ze sobą żywność i odzież na osiem dni. W wyznaczonym dniu stawiło się ponad 12 tys. Żydów i Krymczaków. Pewna liczba nie podporządkowała się zarządzeniu, wielu zostało jednak schwytanych i powieszonych na ulicach Symferopola. Ofiarom dla postrachu założono tabliczki z napisem: „Za niestawienie się w wyznaczonym terminie”. Niemcy zgodzili się natomiast zwolnić kilka Żydówek, które były zamężne z Rosjanami.
11–13 grudnia wszystkich Żydów, którzy stawili się na wezwanie władz niemieckich, wyprowadzono partiami z terenu instytutu i rozstrzelano nad rowem przeciwczołgowym, który znajdował się w odległości około 10 kilometrów od miasta, przy drodze do Teodozji. W kolejnych tygodniach Niemcy metodycznie wyłapywali uciekinierów, którzy ukrywali się w mieście. Z raportu Einsatzgruppe D wynika, że tylko między 9 stycznia a 15 lutego 1942 roku w Symferopolu zatrzymano i rozstrzelano ponad 300 Żydów. Z kolei w lipcu 1942 roku przy użyciu mobilnych komór gazowych zgładzono dzieci pochodzące z mieszanych małżeństw.

### Eupatoria
Niedługo po zajęciu Eupatorii Niemcy narzucili miejscowym Żydom obowiązek noszenia oznaczeń z żółtą gwiazdą Dawida. Powołano również Judenrat. Zarządzony przez Niemców spis ludności wykazał, że w mieście przebywa 750 Żydów.
21 listopada 650 lub 750 Żydów zgromadzono w gmachu miejscowej szkoły wojskowej. Dwa dni później funkcjonariusze Sonderkommando 11a zabrali ich w rejon kolejowego dworca towarowego i rozstrzelali nad znajdującym się tam rowem przeciwczołgowym. Kilka dni później w tym samym miejscu zamordowano również około 150 Krymczaków.
15 grudnia 1941 roku Eupatoria została ogłoszona miastem „wolnym od Żydów”.

### Teodozja
W Teodozji zarządzony przez Niemców spis ludności wykazał, że w mieście przebywało 1052 Żydów. Liczba ta nie uwzględniała Krymczaków, których zarejestrowano w osobnym spisie.
27 listopada 1941 roku rozwieszono obwieszczenie podpisane przez dowódcę Sonderkommando 10b SS-Sturmbannführera Aloisa Persterera, które nakazywało wszystkim Żydom (z wyłączeniem Krymczaków), by 1 grudnia stawili się na jednym z miejskich placów. Zagrożono, że niepodporządkowanie się temu zarządzeniu będzie karane śmiercią. Na wezwanie stawiło się blisko 2 tys. osób (według innych źródeł – 800). Niemcy zapowiedzieli Żydom, że zostaną przesiedleni na Ukrainę. W rzeczywistości 4 grudnia zabrano ich do jednej ze znajdujących się w mieście fabryk i rozstrzelano nad znajdującym się w pobliżu rowem przeciwczołgowym.
W analogiczny sposób wymordowano Krymczaków. 10 grudnia władze miejskie wydały zarządzenie, które nakazywało Krymczakom, by 12 grudnia stawili się na tym samym placu, na którym wcześniej skoncentrowano Żydów. Na wezwanie zgłosiło się około 500 osób. Rozstrzelano je nad tym samym rowem przeciwczołgowym, nad którym odbyła się masakra 4 grudnia.
W nocie dyplomatycznej poświęconej niemieckim zbrodniom na ludności cywilnej, którą ludowy komisarz spraw zagranicznych Wiaczesław Mołotow wystosował 27 kwietnia 1942 roku do rządów państw utrzymujących stosunki dyplomatyczne z ZSRR, znalazła się informacja o zamordowaniu 1 tys. mieszkańców Teodozji. Nie wspomniano jednak, że ofiary były Żydami. Co więcej, w nocie znalazła się błędna informacja, że wśród ofiar było „245 Tatarów krymskich” (najprawdopodobniej pomylono ich z Krymczakami).

### Kercz
Niemiecka administracja wojskowa szacowała, że w okupowanym Kerczu przebywało około 10–12 tys. Żydów. Liczba ta uwzględniała nie tylko mieszkańców Kercza, lecz również żydowskich uchodźców z innych części Krymu lub terenów południowej Ukrainy, którzy schronili się w mieście w nadziei, że zdołają się ewakuować przez Cieśninę Kerczeńską na tereny nieokupowane.
28 listopada 1941 roku rozwieszono obwieszczenie, które nakazywało wszystkim Żydom, by następnego dnia stawili się na jednym z miejskich placów z zapasem żywności na trzy dni. Wezwania posłuchało około 7 tys. osób. Były one przekonane, że Niemcy zamierzają ich wywieźć na roboty przymusowe. Wszystkich osadzono w miejscowym więzieniu. 1 grudnia Niemcy zaczęli wywozić Żydów samochodami ciężarowymi, rzekomo do pracy w okolicznych kołchozach. W rzeczywistości zabierano ich do odległej o 4 kilometry wsi Bagierowo (Багерово) i rozstrzeliwano nad znajdującym się tam rowem przeciwczołgowym. Masowe egzekucje zakończyły się dopiero 3 grudnia.
Po zakończeniu akcji eksterminacyjnej Sonderkommando 10b wydało zarządzenie nakazujące wszystkim Żydom, którzy nadal przebywali w mieście lub jego okolicach, zgłosić się na punkt zborny przy ul. Karla Liebknechta 2. Mieszkańcom pochodzenia nieżydowskiego rozkazano natomiast zgłaszać miejsce pobytu każdego ukrywającego się Żyda. Niezastosowanie się do tych poleceń miało być karane śmiercią. W kolejnych dniach wielu Żydów zostało schwytanych i rozstrzelanych.
SS zamierzało także wymordować miejscowych Krymczaków. 26 grudnia Armia Czerwona rozpoczęła jednak tzw. operację kerczeńsko-teodozyjską, przeprowadzając desanty morskie pod Kerczem, a dwa dni później w Teodozji. Niemcy byli zmuszeni wycofać się z Półwyspu Kerczeńskiego, dzięki czemu tamtejsi Krymczacy zostali przejściowo ocaleni.
Masowy grób zamordowanych Żydów został odkryty przez czerwonoarmistów, a jego zdjęcia opublikowano w sowieckiej prasie. Ponadto w nocie dyplomatycznej na temat niemieckich zbrodni, którą Wiaczesław Mołotow wystosował 27 kwietnia 1942 roku do rządów państw utrzymujących stosunki dyplomatyczne z ZSRR, znalazła się informacja o zamordowaniu 7 tys. mieszkańców Kercza. Nie wspomniano jednak, że ofiary były Żydami.

### Inne miasta
W Karasubazarze mieszkało 468 Krymczaków. 17–18 stycznia 1942 roku wszystkich zabrano w okolice sowchozu Marino i zgładzono przy użyciu mobilnych komór gazowych. Ponadto w okolicach Karasubazaru zamordowano około 1000 Żydów, których sprowadzono z pobliskich miejscowości.
W Starym Krymie do eksterminacji Żydów okupanci przystąpili w styczniu 1942 roku. Rozstrzelano tam 667 osób – mieszkańców miasta oraz Żydów sprowadzonych z okolicznych wsi.

## Getta i obozy zbiorcze

### Ałuszta
W momencie rozpoczęcia niemieckiej okupacji w Ałuszcie przebywało około 100 Żydów. Na polecenie komendantury wojskowej przeprowadzono ich rejestrację, a także narzucono obowiązek noszenia oznaczeń z żółtą gwiazdą Dawida. Po pewnym czasie wszystkich osadzono w jednym budynku, który łączył odtąd funkcję getta i więzienia. W tym samym budynku osadzono także zamieszkujących w mieście Romów. Getta pilnowali tatarscy ochotnicy.
Pierwsza antyżydowska „akcja” miała miejsce 24 listopada 1941 roku. Funkcjonariusze Einsatzgruppe D rozstrzelali wtedy 62 osoby, co było odwetem za atak partyzantów na niemiecką kolumnę samochodową. Wśród ofiar było 30 Żydów z Ałuszty i pobliskiej wsi Bium-Lambat, a także 32 działaczy komunistycznych.
Do likwidacji getta Niemcy przystąpili na początku grudnia. Wszystkich Żydów i Romów zabrano na teren sanatorium nr 7 i rozstrzelano w znajdującym się tam parowie. Na początku stycznia Ałuszta została ogłoszona miastem „wolnym od Żydów”.

### Dżankoj
W Dżankoju Niemcy zastali zaledwie 44 spośród 1397 Żydów, którzy mieszkali tam przed rozpoczęciem okupacji. 7 listopada komendantura wojskowa rozkazała miejscowemu burmistrzowi osadzić ich w getcie. Do pierwszej akcji represyjnej doszło natomiast na początku grudnia. Podczas przeszukiwania domów niemiecka żandarmeria wojskowa zastrzeliła 15 żydowskich mężczyzn.
W połowie grudnia w Dżankoju powstał obóz dla Żydów. Zorganizowano go na strychu miejscowej mleczarni, która znajdowała się w centrum miasta. W obozie umieszczono Żydów z miasta oraz z okolicznych wsi. Trafiali tam także rosyjscy i tatarscy rolnicy, których przyłapano na ukrywaniu Żydów. W obozie panowały bardzo ciężkie warunki bytowe i sanitarne. Więźniowie cierpieli z powodu ścisku, głodu i pragnienia, szerzyły się choroby zakaźne. Panowała wysoka śmiertelność, zwłaszcza wśród dzieci. Niektórych więźniów zabierano do miasta, gdzie pracowali pod strażą miejscowej milicji. Prace, które wykonywali, były niekiedy bardzo wyczerpujące, a robotników poddawano brutalnemu traktowaniu, a nawet zabijano. Jeden ocalałych Żydów zeznał, że codziennie zabierano na egzekucję nawet kilkudziesięciu chorych i wyczerpanych więźniów.
Po pewnym czasie pod pretekstem konieczności zapobieżenia wybuchowi epidemii Niemcy zlikwidowali obóz. 30 grudnia więźniów zabrano na wzgórza leżące w pobliżu drogi prowadzącej do Symferopola i tam rozstrzelano. Zbrodni dokonało komando SD, sformowane spośród funkcjonariuszy służących w sztabie Einsatzgrupe D. Zamordowano 443 Żydów (Jicchak Arad podaje liczbę 720).

### Jałta
Co najmniej 1120 jałtańskich Żydów zdołało się ewakuować przed nadejściem Niemców, kolejnych stu powołano w szeregi Armii Czerwonej. Niemniej gdy 8 listopada 1941 roku Niemcy wkroczyli do miasta, zastali tam wielu żydowskich uchodźców z Odessy oraz z różnych regionów Krymu. W połowie listopada na polecenie funkcjonariuszy Sonderkommando 11a powołano Judenrat (liczył około 5–6 członków). Wszystkim Żydom narzucono obowiązek noszenia gwiazdy Dawida przyszytej do ubrania na wysokości na lewej piersi i pleców. Za pośrednictwem Judenratu nakazano im również zdeponować wszystkie posiadane pieniądze i kosztowności.
Pierwsza akcja represyjna miała miejsce 21 listopada. Tego dnia żandarmeria polowa otoczyła jeden z domów i pod zarzutem utrzymywania kontaktów z partyzantami aresztowała 17 żydowskich mężczyzn. Ich egzekucja odbyła się jeszcze tego samego dnia, przy czym dwóch mężczyzn odniosło jedynie rany i po kilku dniach zdołało wrócić do miasta.
28 listopada Judenrat na polecenie Niemców przeprowadził spis ludności. Następnego dnia dowódca miejscowej placówki Sonderkommando 11a, SS-Hauptsturmführer Eberhard Heinze, zarządził, by do 5 grudnia wszyscy Żydzi przenieśli się do getta. Zostało ono zorganizowane na terenie uczelni rolniczej, która znajdowała się na obrzeżach miasta, nieopodal przedmieścia Massandra. Obiekt ten był otoczony murem. Ze względu na ograniczoną powierzchnię getta Żydom pozwolono zabrać jedynie niewielki bagaż. Obowiązkiem zorganizowania przesiedlenia obarczono Judenrat. Musiał on jednocześnie zorganizować warsztaty, prowizoryczny szpital oraz żydowską służbę porządkową. Żydzi pracujący poza gettem mieli prawo przebywać na terenie miasta wyłącznie w godzinach od 8:00 do 14:00.
16 grudnia Niemcy ogłosili całkowite zamknięcie getta; odtąd nie mieli go prawa opuszczać nawet Żydzi pracujący dotąd w mieście. Następnego dnia grupę żydowskich mężczyzn zabrano do jednego z podmiejskich wąwozów, gdzie rozkazano im wykopać dwa rowy. Po zakończeniu pracy mężczyźni zostali zamordowani. 18 grudnia rozpoczęła się likwidacja getta. Żydów wywożono ciężarówkami do wspomnianego wąwozu, gdzie nad wykopanymi poprzedniego dnia grobami byli rozstrzeliwani przez funkcjonariuszy Sonderkommando 11a. Członkowie Judenratu, których Niemcy zmusili do pomocy przy organizowaniu transportów na miejsce kaźni, zostali wywiezieni jako ostatni. Łącznie 17–18 grudnia rozstrzelano około 1,5 tys. mężczyzn, kobiet i dzieci. Żydzi, którym udało się ukryć, byli w pierwszej połowie 1942 roku sukcesywnie wyłapywani i rozstrzeliwani.

### Wojkowstadt
Wojkowstadt, położone blisko 50 kilometrów na zachód od Kercza, było przed wojną zamieszkiwane przez ponad 300 Żydów. Mniej niż stu przebywało we wsi, gdy wkroczyły do niej wojska niemieckie. Okupanci niezwłocznie przeprowadzili spis ludności. Żydom narzucono obowiązek noszenia oznaczeń z gwiazdą Dawida, skonfiskowano im także cały inwentarz żywy. Pod koniec listopada 1941 roku wszystkich zamknięto w jednym z budynków na obrzeżach wsi. Owo prowizoryczne getto było otoczone ogrodzeniem z drutu kolczastego. Straż pełnili przy nim żołnierze rumuńscy.
Pod koniec grudnia wobec sukcesów sowieckiej operacji kerczeńsko-teodozyjskiej Niemcy pośpiesznie wycofali się z Półwyspu Kerczeńskiego, a Wojkowstadt i przebywający w nim Żydzi zostali wyzwoleni przez Armię Czerwoną. Był to jeden z bardzo nielicznych przypadków, gdy większość mieszkańców żydowskiego getta zdołała przeżyć niemiecką okupację.
W maju 1942 roku w ramach operacji „Trappenjagd” Niemcy ponownie zdobyli półwysep, jednakże tym razem Żydzi z Wojkowstadt zdołali ewakuować się wraz z resztkami sowieckiego Frontu Krymskiego na drugą stronę Cieśniny Kerczeńskiej.

## Eksterminacja Żydów na terenach wiejskich

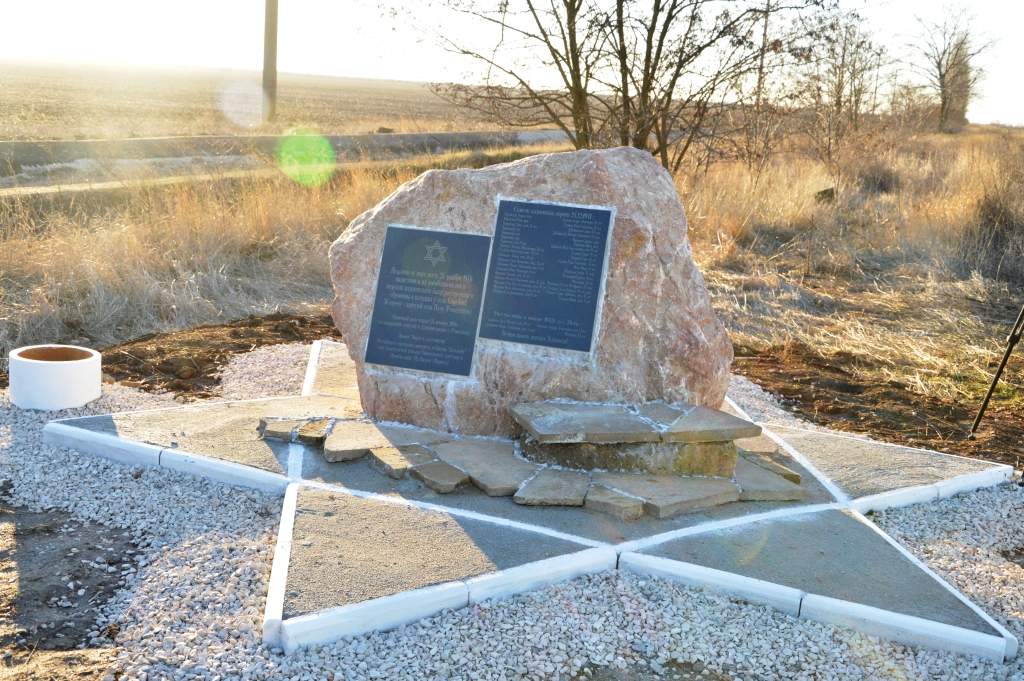
Pomnik ofiar Zagłady we wsi Romaszkino w rejonie sackim

Na terenach wiejskich Krymu mieszkało około 17 tys. Żydów. Większość zamieszkiwała w żydowskich rejonach narodowych Larindorf i Freidorf, które znajdowały się w północnej i północno-zachodniej części półwyspu. Duże skupiska kołchozów, które były w całości lub częściowo zamieszkiwane przez Żydów, występowały także w okolicach Symferopola i Eupatorii.
Eksterminacja Żydów zamieszkujących tereny wiejskie rozpoczęła się listopadzie 1941 roku i trwała do marca 1942 roku. Przeprowadzały ją niewielkie pododdziały SS (Teilkommandos), złożone zazwyczaj z około 10–20 funkcjonariuszy. Modus operandi tych zbrodni zazwyczaj było podobne. Po przybyciu do danej wsi Niemcy gromadzili wszystkich Żydów, a następnie wyprowadzali poza miejscowość i rozstrzeliwali. Zwłoki wrzucano do wyschniętych studni, rowów przeciwczołgowych lub naturalnych zagłębień terenu. Zdarzało się również, że w jednym miejscu gromadzono Żydów z kilku-, kilkunastu wsi i dopiero wtedy przystępowano do ich eksterminacji. Ofiarą mordów padały także dzieci z mieszanych małżeństw.
W identyfikowaniu, chwytaniu i mordowaniu Żydów aktywnie wspierali Niemców miejscowi kolaboranci tatarskiego i rosyjskiego pochodzenia, w tym zwłaszcza funkcjonariusze policji pomocniczej oraz naczelnicy wiosek. W zamian uzyskiwali możliwość zagrabienia ziemi i mienia należących do ofiar. Z raportów Einsatzgruppe D wynika, że niektórzy liderzy lokalnych społeczności wykazywali się znaczną gorliwością i inicjatywą, sami prosząc Niemców o pozwolenie na likwidację Żydów. W niektórych masakrach uczestniczyli ponadto członkowie tatarskich formacji ochotniczych oraz żołnierze rumuńskiej 3. Armii.
Raporty Einsatzgruppe D informują, że w drugiej połowie grudnia 1941 roku na terenach wiejskich zamordowano 3167 Żydów. Między 15 a 31 stycznia 1943 roku zamordowano kolejnych 3286 osób, między 1 a 15 lutego – 920 osób, między 15 a 28 lutego – 729 osób, a w pierwszej połowie marca – 678 osób. Masakry miały miejsce między innymi we wsiach Amansza (183–200 ofiar), Buzul-Montanai (141 ofiar), Freidorf (64 ofiary), Kary (136 ofiar), Mołotow (46 ofiar), Munus Jewrejski (104 ofiary), Naibrot (26 ofiar), Naidorf (41 ofiar), Peretzfeld (103 ofiary). W lutym 1942 roku w jednym z kołchozów esesmani wymordowali wszystkich zamieszkujących tam Żydów górskich. W konsekwencji tych ludobójczych działań żydowskie społeczności zamieszkujące na terenach wiejskich Krymu zostały niemal całkowicie wymordowane.

## Lato 1942: eksterminacja ostatnich społeczności
8 maja 1942 roku 11. Armia rozpoczęła operację „Trappenjagd”, której celem było zdobycie Półwyspu Kerczeńskiego. W ciągu dziesięciu dni niemieckie dywizje zdołały rozbić sowiecki Front Krymski. 16 maja Kercz ponownie znalazł się pod okupacją. 22 czerwca pozostający jeszcze w mieście Żydzi – w tym przede wszystkim kilkusetosobowa społeczność Krymczaków, która uniknęła eksterminacji podczas pierwszej okupacji – zostali wymordowani przez SS.
4 lipca 1942 roku, po trwającym blisko miesiąc szturmie, 11. Armia zdobyła Sewastopol – ostatni sowiecki bastion na Krymie. Przed wojną w mieście mieszkało ponad 6 tys. Żydów, z czego co najmniej jedna trzecia zdołała się ewakuować przed upadkiem twierdzy. W Sewastopolu znalazła się jednocześnie trudna do ustalenia liczba żydowskich uchodźców z innych części kraju.
Eksterminację sewastopolskich Żydów rozpoczęto 6 lipca. Tego dnia Niemcy rozkazali Żydom stawić się na stadion klubu sportowego Dynamo, rzekomo w celu rejestracji. Wszystkich, którzy posłuchali wezwania, osadzono w miejscowym więzieniu. 12 lipca od 1,2 tys. do 1,5 tys. Żydów wywieziono ciężarówkami cztery kilometry poza miasto i rozstrzelano w pobliżu drogi prowadzącej do Bałakławy. Kolejną dużą grupę ofiar rozstrzelano w pobliżu jednej z wsi w rejonie bałakławskim. Liczne egzekucje miały także miejsce w rejonie Bakczysaraju. Łącznie w rejonie Sewastopola zamordowano około 4,2 tys. Żydów.
Polowanie na uciekinierów, którzy uniknęli śmierci w masakrach 1941 i 1942 roku, trwało do ostatnich dni niemieckiej okupacji. Jedynie kilkuset Żydów doczekało wiosny 1944 roku, kiedy to Krym ponownie zajęła Armia Czerwona.

## Postawa Wehrmachtu

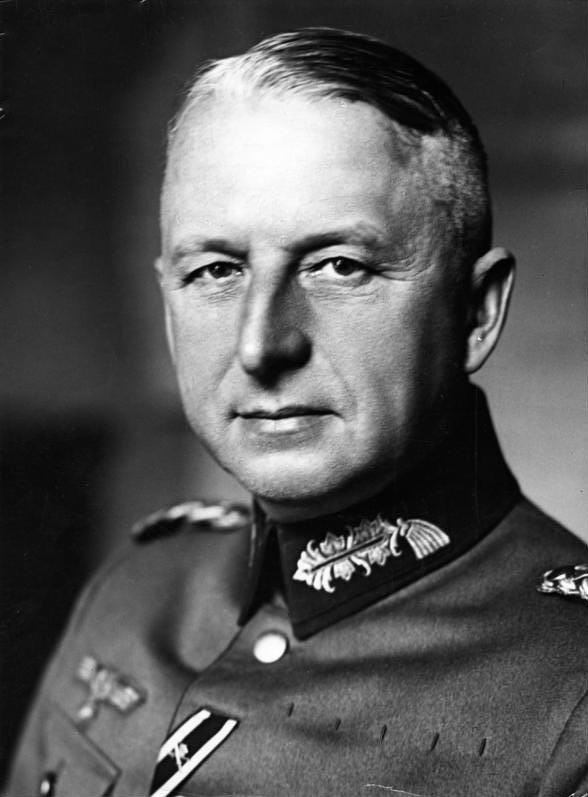
Erich von Manstein

W czasie, gdy Einsatzgruppe D przeprowadzała masowe egzekucje Żydów, okupowane tereny Krymu znajdowały się pod zarządem wojskowym. Wehrmacht nie protestował przeciwko zbrodniom. Co więcej, aktywnie wspierał ludobójczą politykę.
20 listopada 1941 roku dowódca 11. Armii gen. Erich von Manstein wydał rozkaz, w którym znalazły się następujące zapisy:

Żydzi są pośrednikami między nieprzyjacielem na tyłach a resztkami Armii Czerwonej i czerwonego dowództwa. […] System żydowsko-bolszewicki trzeba raz na zawsze zniszczyć, aby nigdy więcej nie mógł wtargnąć w naszą europejską przestrzeń życiową […] Żołnierz musi sobie zdawać sprawę z konieczności srogiego karania Żydów, duchowych nosicieli bolszewickiego terroru. Jest to niezbędne również po to, aby zapobiec ewentualnym powstaniom, planowanym głównie przez Żydów.

Dowódca Sonderkommando 11b SS-Sturmbannführer Werner Braune zeznał po wojnie, że dowództwo 11. Armii rozkazało, by likwidację Żydów w Symferopolu zakończyć przed świętami Bożego Narodzenia 1941 roku. Z kolei w pierwszej połowie kwietnia 1942 roku armijne dowództwo odkomenderowało 350 żołnierzy, by wspomogli pododdział Einsatzgruppe D, który przeprowadził w Teodozji trzy duże obławy na ukrywających się Żydów (zamordowano wtedy ok. 30 osób). Podobne obławy z udziałem wojska przeprowadzono także w innych miastach.
W wielu miejscowościach to miejscowe komendantury wojskowe wydały pierwsze zarządzenia wymierzone w ludność żydowską, dotyczące jej rejestracji, znakowania czy przymusu pracy. W Kerczu komendantura wojskowa aktywnie współuczestniczyła w procesie eksterminacji, podkreślając w swych raportach konieczność wyłapania i likwidacji wszystkich Żydów, którzy przeżyli „akcję” w pierwszych dniach grudnia 1941 roku. Z kolei w przypadku Dżankoju pod pretekstem konieczności usunięcia „gniazda epidemii” dowództwo obszaru tyłowego 11. Armii (Korück 553) zażądało od Einsatzgruppe D likwidacji miejscowego obozu dla Żydów. SS początkowo odmówiła realizacji tego zadania, zasłaniając się niedoborem personelu. Ostatecznie uzgodniono, że Żydów rozstrzelają esesmani, lecz miejsce egzekucji zabezpieczy żandarmeria polowa. W późniejszym czasie komendantura wojskowa w Dżankoju przekazywała Einsatzgruppen schwytanych Żydów celem ich likwidacji.

## Bilans
2 stycznia 1942 roku Einsatzgruppe D przesłała raport do Berlina, w którym oszacowano, że między 16 listopada a 15 grudnia 1941 roku na Krymie zamordowano 17 645 Żydów, 2504 Krymczaków, 824 Romów oraz 212 partyzantów i komunistów. Miejscowości takie jak Symferopol, Eupatoria, Ałuszta, Karasubazar, Kercz i Teodozja zostały uznane za „wolne od Żydów”. W kwietniu 1942 roku Niemcy oceniali, że Krym – z wyjątkiem enklaw pozostających pod sowiecką kontrolą oraz gór w północnej części półwyspu, gdzie ukrywali się nieliczni uciekinierzy – jest już całkowicie Judenfrei.
Jicchak Arad szacuje, że do końca czerwca 1942 roku zamordowano na Krymie około 40 tys. Żydów, w tym około 5,5–6 tys. Krymczaków. Gdy uwzględnić także około 4,2 tys. Żydów zamordowanych w lipcu 1942 roku w rejonie Sewastopola, liczba ofiar Zagłady na Krymie przekracza 44 tys.

## Odpowiedzialność sprawców
Otto Ohlendorf, dowódca Einsatzgruppe D, oraz Werner Braune, dowódca Sonderkommando 11b, zostali skazani w procesie Einsatzgruppen na karę śmierci. Obu stracono w czerwcu 1951 roku.
Paul Zapp, dowódca Sonderkommando 11a, został w lutym 1970 roku skazany przez sąd krajowy w Monachium na karę dożywotniego pozbawienia wolności. Wraz z nim był sądzony baron Leo Karl Eugen von der Recke, który w 1941 roku w randze SS-Scharführera służył jako tłumacz przy Sonderkommando 11a i aktywnie uczestniczył w egzekucjach jałtańskich Żydów. Został skazany na karę 13 lat więzienia.
Eberhard Heinze, który w grudniu 1941 roku kierował eksterminacją Żydów w Jałcie, poległ podczas walk o Poznań w styczniu 1945 roku.